# Yeruham Perlman
Pour les articles homonymes, voir Perlman.
Yerucham Yehuda Leib Perlman dit Rabbi Yerucham Perlman (né en 1835 à Brest, aujourd'hui en Biélorussie et mort le 24 décembre 1895 à Baryssaw, aujourd'hui en Biélorussie) est un rabbin lituanien connu comme le Gadol de Minsk (Le Grand de Minsk). Il est le Rosh yeshiva de la Yechiva de Minsk.  Le fondateur de la Yechiva de  Ponevezh en 1908, le rabbin Yitzhak Yaakov Rabinovich est son élève. 

## Biographie
Yerucham Perlman est né en 1835 à Brest, aujourd'hui en Biélorussie. Il est le fils de Shlomo Zalman Perelman et de Feiga Perelman. Son gendre est le rabbin Avraham Dov Kahane Shapira de Kovno (Kaunas), le dernier Grand-rabbin de Lituanie.

### Études
Il est un disciple du rabbin Yaakov Meir Padua (Brest, Biélorussie-12 décembre 1854, Brest, Biélorussie).

## Œuvres
- (he) Or Gadol ("Grande lumière). En 1914, la première partie (sur le Even Ha'ezer) est publiée, mais avec la Première Guerre mondiale est perdue. Une nouvelle édition parait en 1924 à Vilnius. Elle est perdue également durant la Seconde Guerre mondiale. Une version basée sur une photocopie est imprimée à Tel-Aviv en 1961[5]
- (he) Yitron Ha'or (La valeur ajoutée de la lumière).